# Римска конституция
Римската конституция е некодифициран набор от принципи в правото на Древен Рим, предавани главно чрез прецеденти.
Тя не е формална или дори официална и като цяло е неписана и постоянно развиваща се. В това отношение тя напомня повече днешната британска система на общо право, отколкото българското статутно право, въпреки че развитието ѝ през годините често се осъществява чрез приемането на нови закони или отмяната на стари.